# Hylomantis danieli
Hylomantis danieli és una espècie de granota que es troba a Colòmbia.
Està amenaçada d'extinció per la pèrdua del seu hàbitat natural.